# Дубовка (Красночетайський район)
Ду́бовка (рос. Дубовка, чув. Дубовка) — присілок у Чувашії Російської Федерації, у складі Красночетайського сільського поселення Красночетайського району.
Населення — 21 особа (2010; 31 в 2002, 30 в 1979, 57 в 1939, 60 в 1926).
Національний склад (2002):
- чуваші — 94 %

## Історія
Присілок утворився 1926 року як селище Юманлах, офіційно затверджений 27 червня 1929 року, з 1931 року мав статус виселка. Селяни займались землеробством та тваринництвом. 1930 року створено колгосп «Профінтерн». До 1927 року присілок входив до складу Красночетаївської волості Ядринського повіту. З переходом на райони 1927 року — спочатку у складі Красночетайського, у період 1962–1965 років — у складі Шумерлинського, після чого знову переданий до складу Красночетайського району.